# Gran Premio Industria e Commercio di Prato 1990
Il Gran Premio Industria e Commercio di Prato 1990, quarantacinquesima edizione della corsa, si svolse il 25 aprile 1990 su un percorso di 202,5 km, con arrivo a Prato. Fu vinto dallo svizzero Stephan Joho della Ariostea davanti agli italiani Massimo Ghirotto e Francesco Cesarini.

## Ordine d'arrivo (Top 10)
| Pos. | Corridore          | Squadra                   | Tempo    |
| ---- | ------------------ | ------------------------- | -------- |
| 1    | Stephan Joho       | Ariostea                  | 5h11'11" |
| 2    | Massimo Ghirotto   | Carrera-Vagabond          |          |
| 3    | Francesco Cesarini | Del Tongo                 |          |
| 4    | Paolo Botarelli    | Jolly Componibili-Club 88 |          |
| 5    | Franco Votolo      | Gis Gelati-Benotto        |          |
| 6    | Maurizio Vandelli  | Gis Gelati-Benotto        |          |
| 7    | Giancarlo Perini   | Carrera Jeans             |          |
| 8    | Rodolfo Massi      | Ariostea                  |          |
| 9    | Stefano Colage     | Jolly Componibili-Club 88 |          |
| 10   | Marco Saligari     | Ariostea                  |          |